# 388 Charybdis
Charybdis (asteroide 388) é um asteroide da cintura principal com um diâmetro de 114,17 quilómetros, a 2,82968158 UA. Possui uma excentricidade de 0,05887506 e um período orbital de 1 904,29 dias (5,22 anos).
Charybdis tem uma velocidade orbital média de 17,17701134 km/s e uma inclinação de 6,45805873º.
Este asteroide foi descoberto em 7 de Março de 1894 por Auguste Charlois.